# Butorides virescens

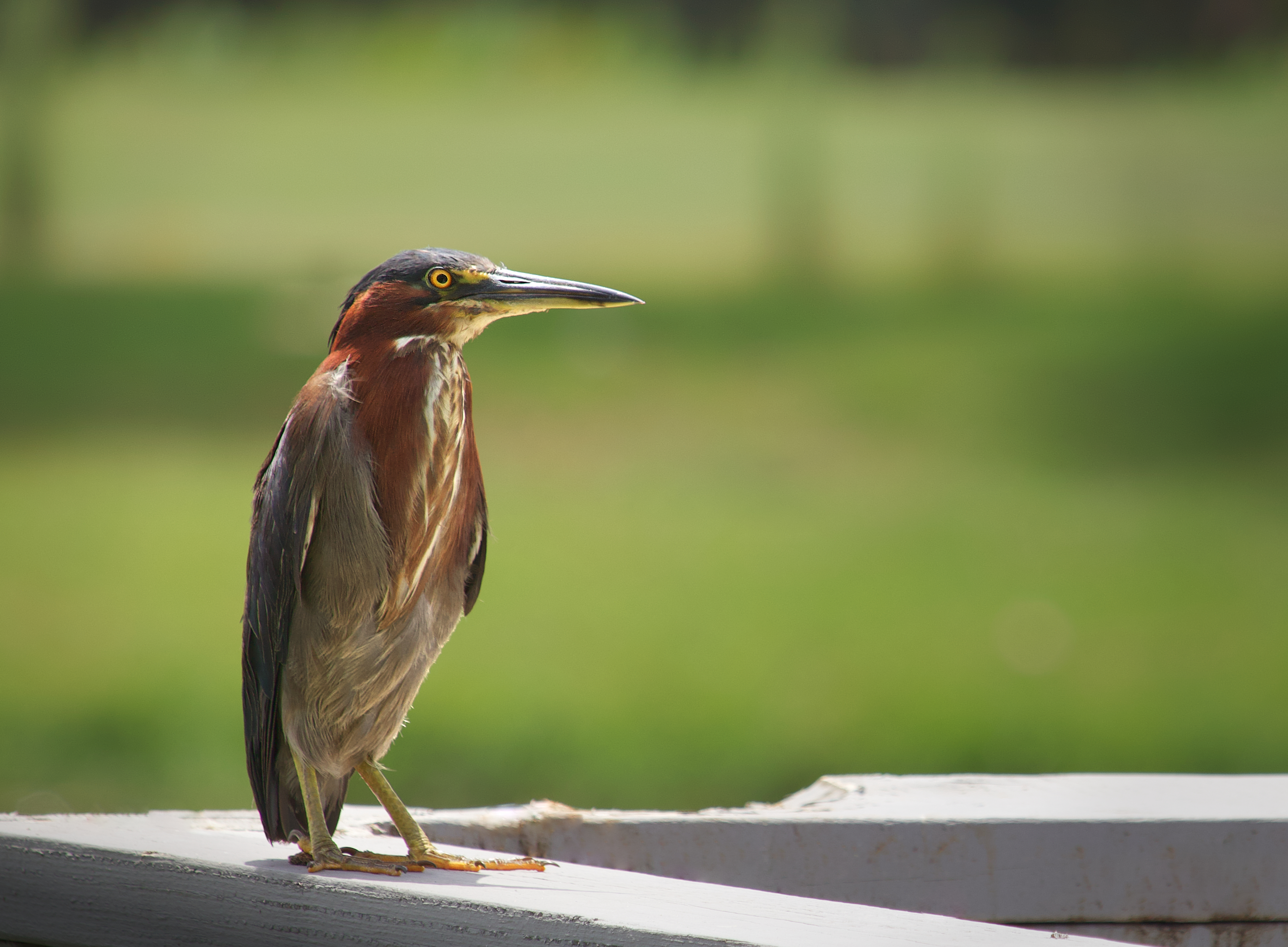
Garcita verde en Florida

La garcita verdosa o garcita verde (Butorides virescens) es una especie de ave pelecaniforme de la familia Ardeidae.  Anteriormente estuvo considerada como una subespecie de Butorides striata (garcita azulada).

## Descripción
Es relativamente pequeña; un adulto mide 44 cm de longitud. El cuello forma un doblez que se apoya sobre el cuerpo. Los adultos tienen un penacho brillante verde-negruzco, dorso verdusco y alas gris oscuras con iridiscencias verdes o azules, una corona castaña con una línea blanca, partes inferiores grises y patas amarillas. El pico es negro con la punta larga. Las hembras adultas son más pequeñas que los machos, con plumaje más apagado, particularmente en la época de cría. Las formas juveniles son de color más tenue, con cabeza, cuello y partes inferiores marrón y blanco, y alas verde-amarillentas.

## Hábitat

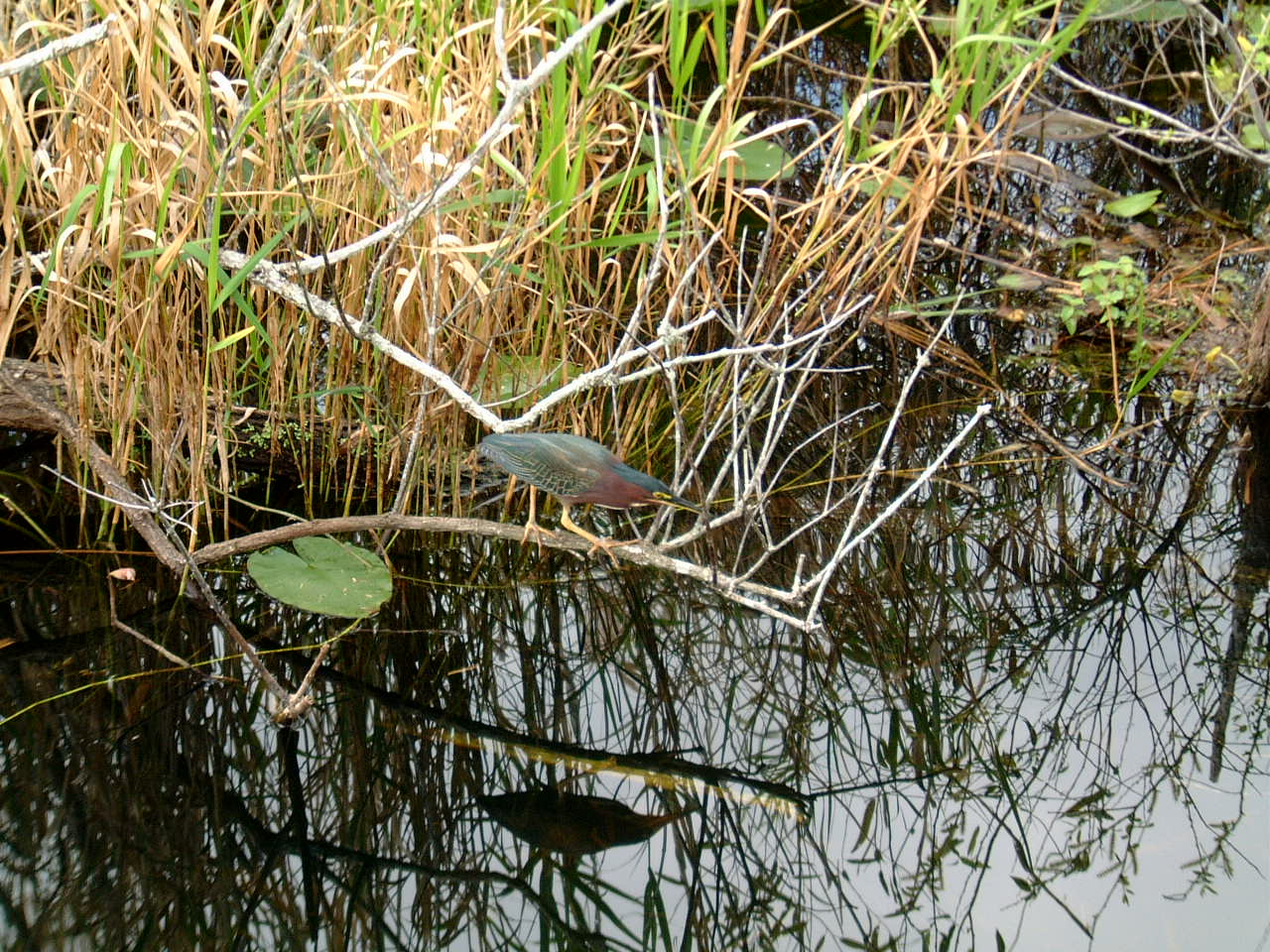
Garcita verde en el parque nacional Everglades, Florida (EE. UU.).

Su hábitat de cría son pequeñas zonas húmedas en el este y medio oeste de Norteamérica, América Central, Antillas y costas del Pacífico de Canadá y de EE. UU. Anidan en una plataforma de ramitas en arbustos o árboles, a veces sobre el piso, con frecuencia cerca del agua. La hembra pone de 3 a 5 huevos. Ambos padres incuban durante unos 20 días hasta la eclosión y cuidan de los pichones que tardan tres semanas en emplumar.
Las poblaciones de la subespecie B. v. virescens son migradoras y pasan el invierno desde el sur de EE. UU. hasta el norte de Sudamérica. Esta subespecie es extremadamente rara, de forma accidental, en el oeste de Europa.
Las aves residentes del Caribe y América Central pertenecen a la subespecie, de alas más cortas, B. v. maculatus.

## Comportamiento
Viven en la costa o en aguas tranquilas donde esperan a sus presas. Principalmente comen pequeños peces, ranas e insectos acuáticos. A veces arrojan comida sobre la superficie del agua para atraer a los peces. Cazan durante el día. Emiten un fuerte y repentino kio.
Son monógamos. Construyen sus nidos en bosques, áreas despejadas, sobre el agua o en plantas cerca de ella. Prefieren los árboles, con nidos construidos a más de 20 m del piso. Ponen sus huevos con intervalos de 2 días. Alimentan a sus pichones de forma decreciente a medida que se hacen más independientes, esto ocurre después de 30-35 días.

## Huevos
Los huevos son blancos, relativamente pequeños, no superando los 5 cm de largo.

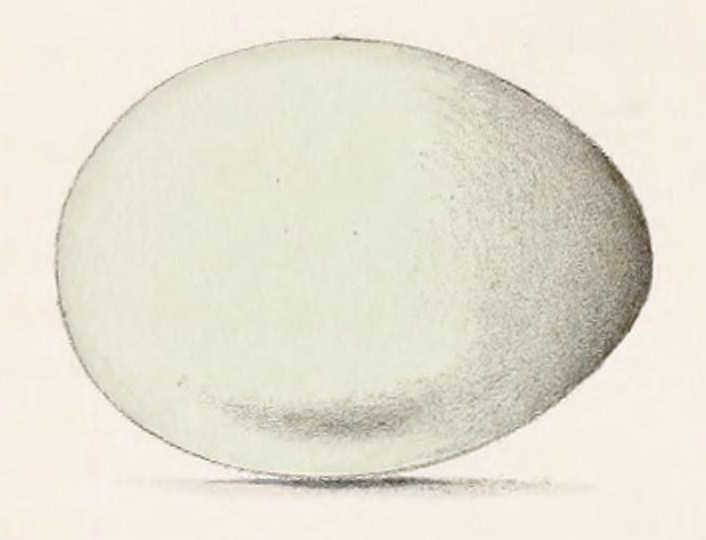
Huevo de Butorides virescens.

## Subespecies
Se conocen cuatro subespecies de Butorides virescens:
- Butorides virescens anthonyi (Mearns, 1895)
- Butorides virescens frazari (Brewster, 1888)
- Butorides virescens maculata (Boddaert, 1783)
- Butorides virescens virescens (Linnaeus, 1758 )

## Galería

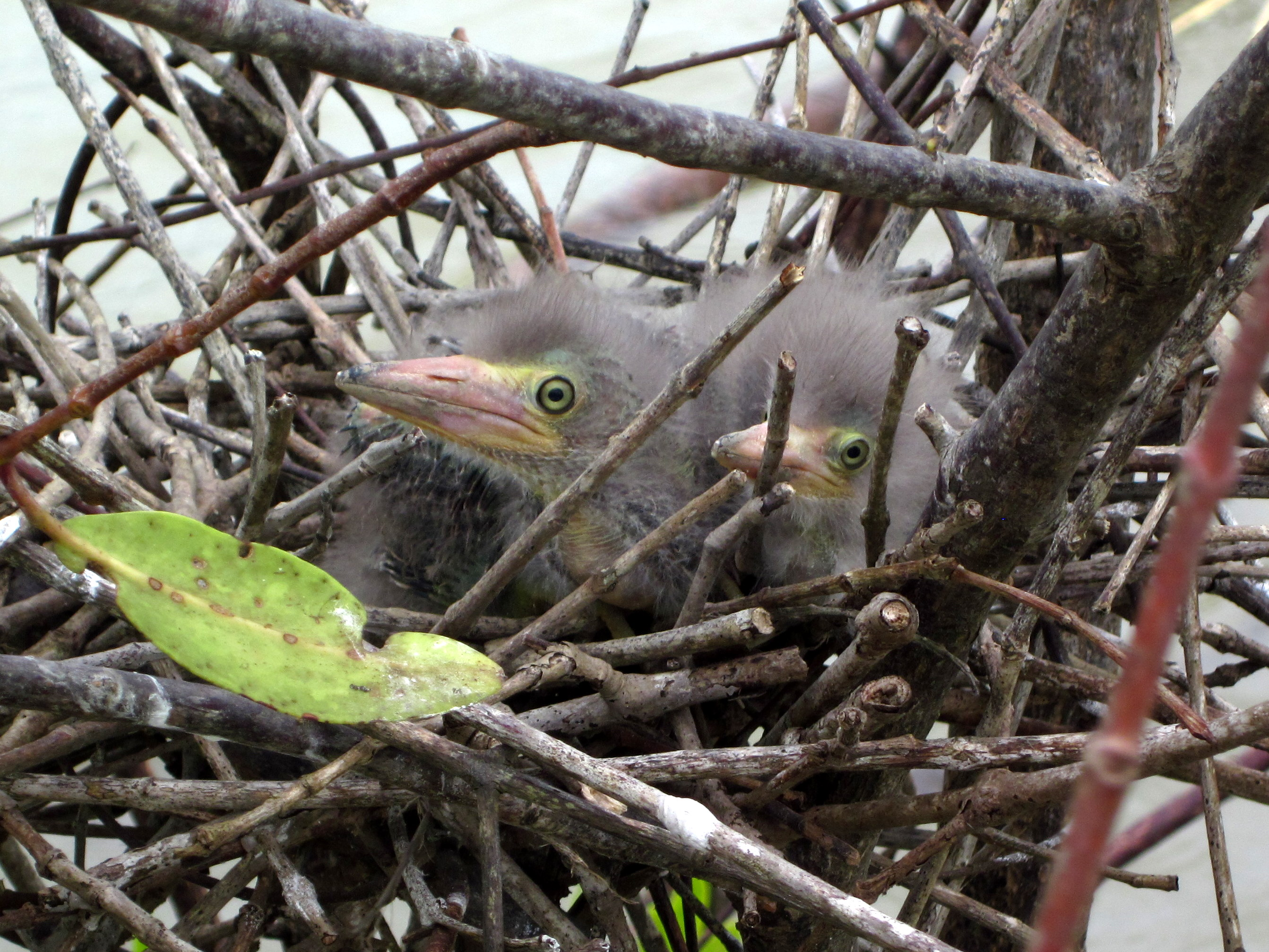
Polluelos
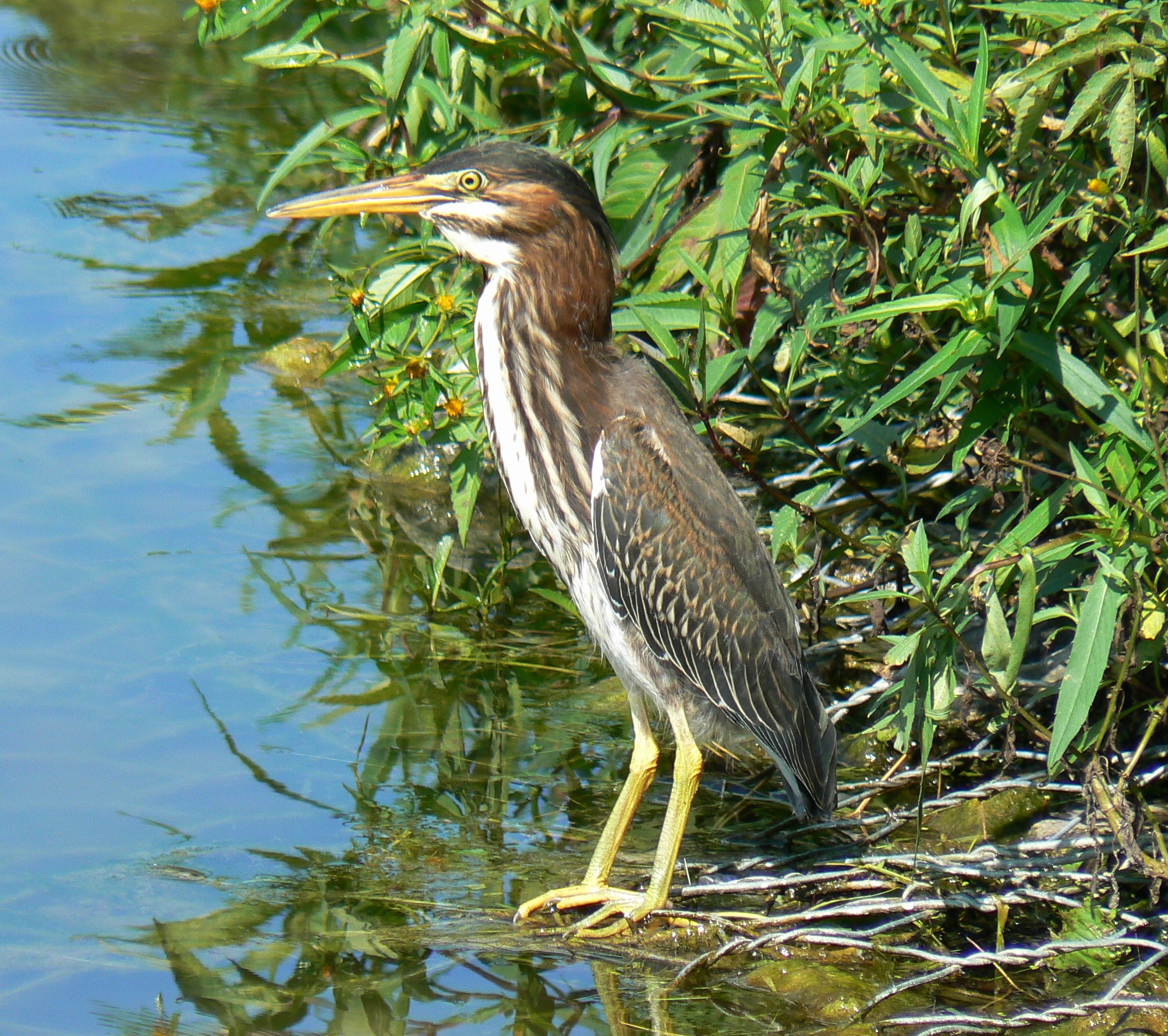
Subadulto reteniendo algunas plumas de juvenil
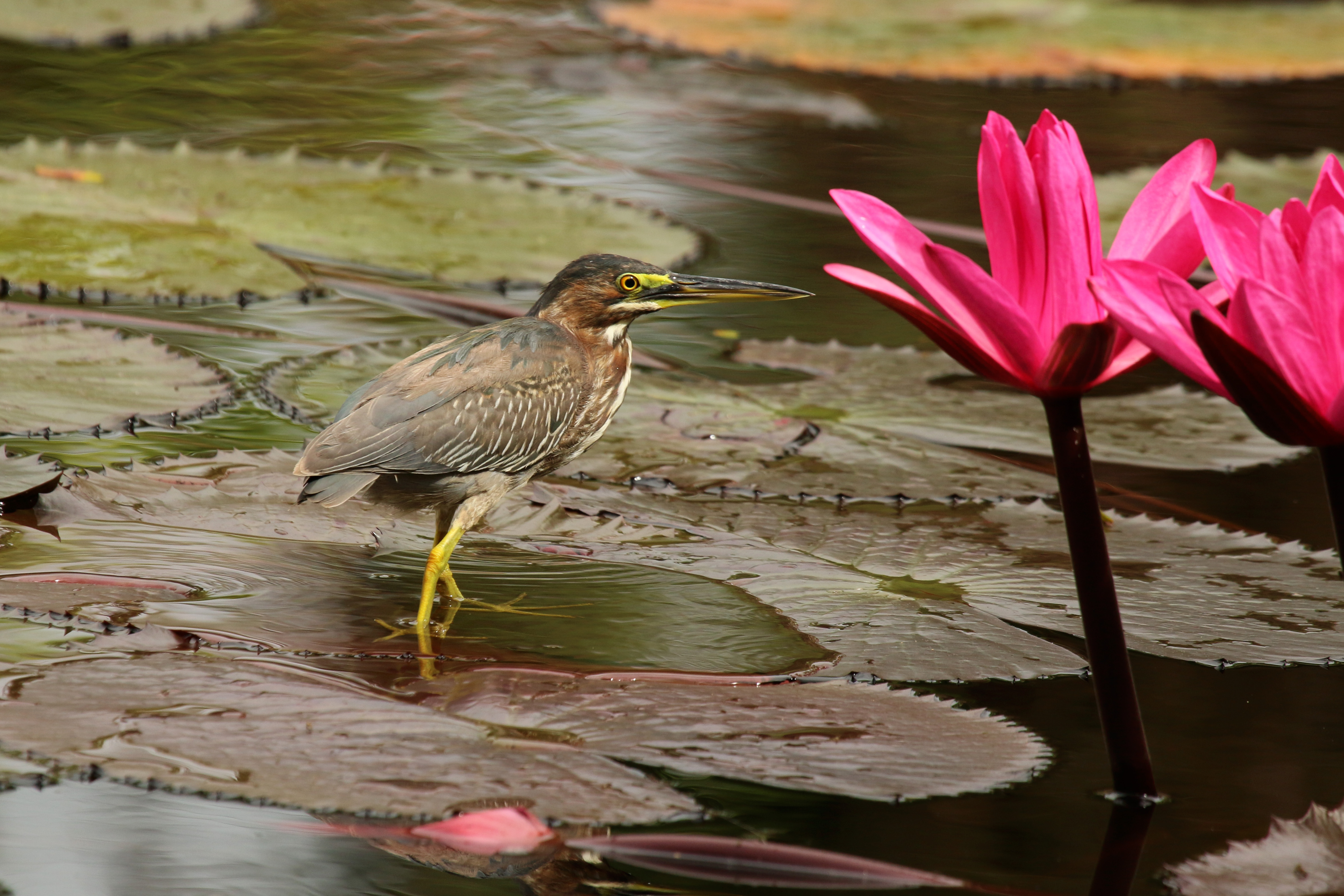
adulto de B. v. virescens
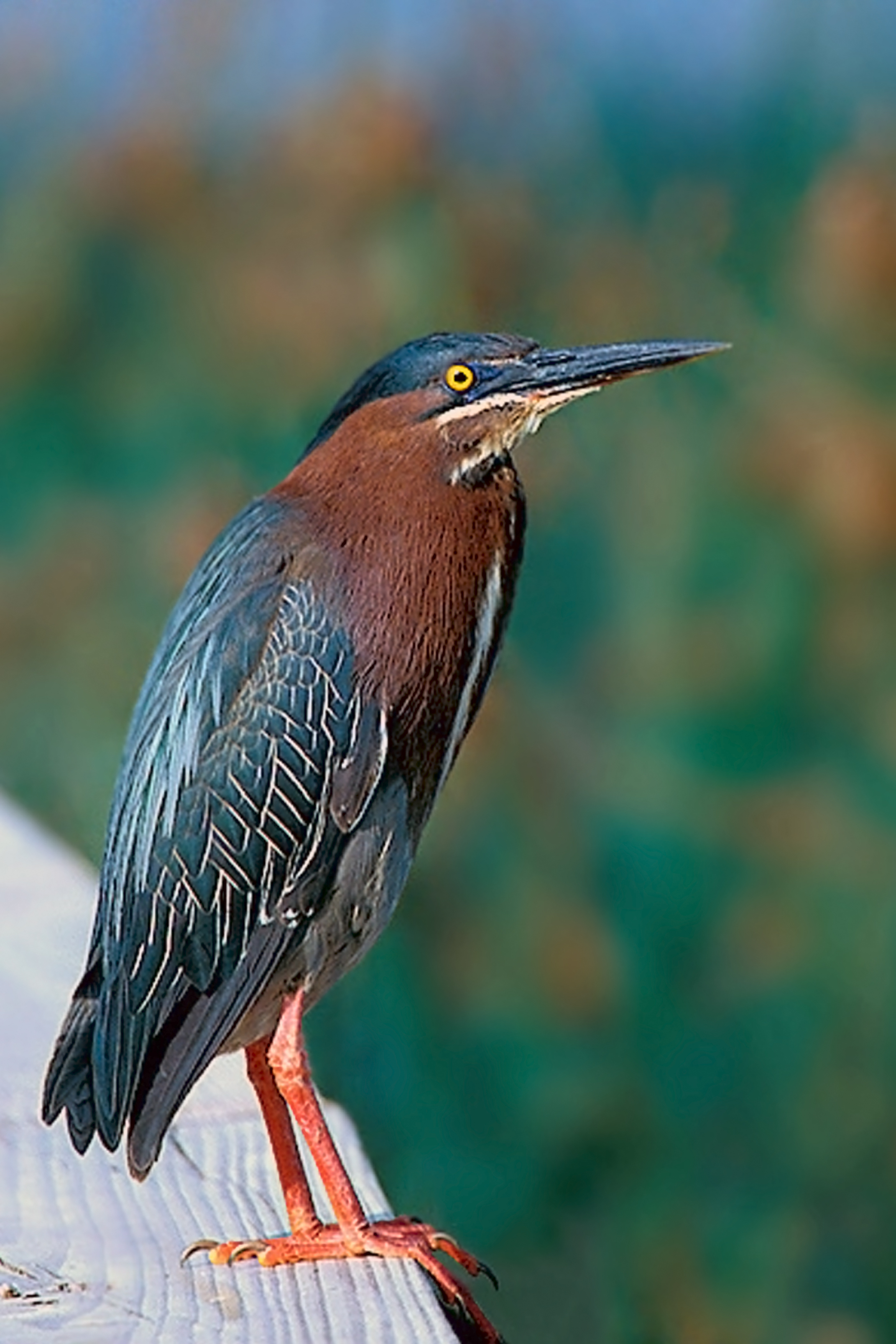
mostrando plumaje
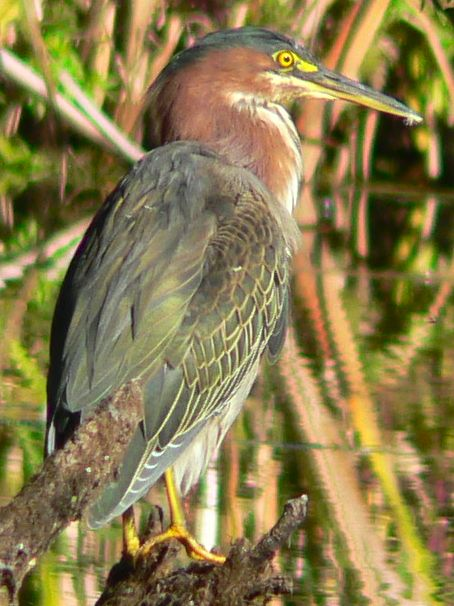
Garcita verde